# 不機嫌な果実
『不機嫌な果実』（ふきげんなかじつ）は、林真理子の小説。『週刊文春』に1995年11月23日号から1996年6月27日号まで連載されたのち、1996年10月30日に文藝春秋より単行本が刊行された。2001年1月10日には文春文庫版が発刊された。

## 概要
第1章「装い」、第2章「選択」、第3章「跳ぶ」、第4章「華やぎ」、第5章「出会い」、第6章「恋」、第7章「決断」、第8章「運命」の全8章から成る。単行本の帯には「夫以外の男とのセックスは、どうしてこんなに楽しいのだろうか。衝撃の問題作!」とあり、文庫版の帯には「夫以外の男とのセックスは、どうしてこんなに楽しいのだろうか。不倫小説の最高傑作、待望の文庫化!」とある。
1997年にTBSでテレビドラマ化され、1997年には、松竹の配給で映画化され公開された。
2016年にはテレビ朝日でもテレビドラマ化され、2017年１月にはそのスペシャル版も放送された。

## あらすじ
32歳のヒロイン水越麻也子（みずこし まやこ）は、結婚して6年目になる夫・航一（こういち）との生活に不満をつのらせ、昔の恋人である野村と不倫の逢瀬を重ねる。ある時、野村には別に若い愛人がいることが発覚するが、それでも野村との関係は続いて行く。その後麻也子は、ふとしたことから年下の音楽評論家・通彦（みちひこ）と知り合い、交際がはじまる。麻也子と通彦は次第に深い仲となり、ついに麻也子は航一との離婚を決意し、通彦と正式に結婚する。しかし、ほどなく通彦との結婚生活に幻滅した麻也子は、再び野村と密会するようになる。ある日突然、麻也子は子どもを作ることを思い立ち、野村とホテルのベッドに入る、というところで物語は終わる。

## テレビドラマ（1997年版）
1997年10月9日から12月18日まで毎週木曜日22時 - 22時54分に、TBS系の「木曜ドラマ」枠で放送された。主演は石田ゆり子。

### キャスト（1997年版）

#### 主要人物（1997年版）
水越麻也子〈30〉
演 - 石田ゆり子
サラリーマン家庭の次女。25歳の時に合コンで知り合った航一と結婚し、寿退社。結婚5年目で子供はいない。現在は、製薬会社の会長秘書をしている。姑に嫌みをいわれたり、航一とうまくいかなかったり不満でたまらない。やがて、不倫への道を走りだす。
工藤通彦〈28〉
演 - 岡本健一
音楽評論を専門雑誌に書いている。麻也子とは雨の夜道で偶然出会う。麻也子の上司の児玉会長と旧知の仲で、会長室で麻也子と再会する。麻也子と激しい恋に陥り、彼女の離婚をストレートに要求する。
水越航一〈34〉
演 - 渡辺いっけい
麻也子の夫。早稲田大学商学部卒。財閥系の金属メーカに勤めている。働き盛りで毎日忙しい。いつも疲れていて、麻也子との関係が冷え切っていることに気付いている。
竹田久美〈30〉
演 - 横山めぐみ
麻也子の大学時代の同級生。バツイチ。現在は妻子ある男性と不倫中。弾みで航一と関係を持ってしまう。
野村修〈42〉
演 - 内藤剛志
麻也子の初めての不倫の相手。独身時代の麻也子と付き合っていた。女好きで、遊び好き。広告代理店に勤めている。
水越綾子〈62〉
演 - 岸田今日子
航一の母親。商社の常務夫人として海外生活の経験もあり、教養も分別もある。麻也子のことは気に入っていない。息子を溺愛している。

#### その他（1997年版）
横溝
演 - 袴田吉彦

裕美子
演 - 宝積有香

高城理子
演 - 本上まなみ

児玉会長〈70〉
演 - 藤村俊二

黒田医師
演 - 須永慶

その他のキャスト
演 - 小倉久寛、街田しおん、田口浩正、佐原健二、大森暁美、冨士眞奈美、中村綾

### スタッフ（1997年版）
- 原作 - 林真理子
- 脚本 - 中園ミホ、小野沢美暁
- 演出 - 生野慈朗、片山修、近藤誠
- 演出補- 平川雄一朗
- 主題歌 - UA「悲しみジョニー」[2]
- プロデューサー - 磯山晶
- 制作 - TBS

### 放送日程（1997年版）
| 話数                                                     | 放送日         | サブタイトル         | 脚本       | 演出     | 視聴率 |
| -------------------------------------------------------- | -------------- | -------------------- | ---------- | -------- | ------ |
| 第1話                                                    | 1997年10月09日 | 人妻のいけない唇     | 中園ミホ   | 生野慈朗 | 13.0%  |
| 第2話                                                    | 1997年10月16日 | ふしだらな冒険       | 中園ミホ   | 生野慈朗 | 13.5%  |
| 第3話                                                    | 1997年10月23日 | 夫に処刑される夜     | 中園ミホ   | 片山修   | 15.6%  |
| 第4話                                                    | 1997年10月30日 | 危険な情事の後始末   | 中園ミホ   | 片山修   | 14.3%  |
| 第5話                                                    | 1997年11月06日 | 背徳のおしおき       | 中園ミホ   | 近藤誠   | 17.5%  |
| 第6話                                                    | 1997年11月13日 | 夫の知らない初体験   | 中園ミホ   | 生野慈朗 | 14.5%  |
| 第7話                                                    | 1997年11月20日 | 最低の私・最高の情事 | 中園ミホ   | 生野慈朗 | 14.1%  |
| 第8話                                                    | 1997年11月27日 | 恥ずかしい肉         | 小野沢美暁 | 片山修   | 14.7%  |
| 第9話                                                    | 1997年12月04日 | 地獄に堕ちていく女   | 中園ミホ   | 近藤誠   | 16.6%  |
| 第10話                                                   | 1997年12月11日 | 血まみれの駆け落ち   | 小野沢美暁 | 生野慈朗 | 13.3%  |
| 最終話                                                   | 1997年12月18日 | はしたない私の運命   | 中園ミホ   | 生野慈朗 | 14.5%  |
| 平均視聴率 14.7%（視聴率はビデオリサーチ調べ、関東地区） |                |                      |            |          |        |

| TBS 木曜ドラマ                        | TBS 木曜ドラマ                            | TBS 木曜ドラマ                                   |
| 前番組                                | 番組名                                    | 次番組                                           |
| ------------------------------------- | ----------------------------------------- | ------------------------------------------------ |
| 智子と知子 （1997年7月3日 - 9月18日） | 不機嫌な果実 （1997年10月9日 - 12月18日） | スウィート・シーズン （1998年1月15日 - 3月26日） |

## テレビドラマ（2016年版）
2016年4月29日から6月10日まで毎週金曜日23時15分 - 翌0時15分にテレビ朝日系『金曜ナイトドラマ』にて放送された。栗山千明と市原隼人の共演。また、連続ドラマの3年後を描いた続編『不機嫌な果実スペシャル〜3年目の浮気〜』が、2017年1月6日・1月13日の両日23時15分 - 翌0時15分にテレビ朝日系でスペシャルドラマとして放送された。

### キャスト（2016年版）

#### 主要人物（2016年版）
工藤麻也子
演 - 栗山千明
通彦の妻。航一の元妻（最終話で離婚）。津久井法律事務所に秘書として勤めていた。旧姓は川西、水越。航一との間に子供はおらず、セックスレス状態であった。
工藤通彦
演 - 市原隼人
麻也子の夫（最終話で結婚）。クラシック専門の音楽評論家。ただしその仕事は少なく、近所の子供のピアノ教師や音楽大学の非常勤講師などもしているが、収入は少ない。
竹田久美
演 - 高梨臨
麻也子の大学時代からの友人。元夫の不倫によりバツイチとなり、その慰謝料でワインバーを経営している。実は友人・麻也子の夫・航一とは不倫関係。離婚成立後は堂々と交際している。
遠山玲子
演 - 橋本マナミ
麻也子の大学時代からの友人。現在は主婦モデルで息子が一人。複数の男性と不倫を繰り返していたが、ストーカー化した元不倫相手に襲われた際、夫が命懸けで守ってくれたことから、不倫をやめる。
野村健吾
演 - 成宮寛貴
麻也子の独身時代の不倫相手で大手広告代理店勤務。既婚だが常に複数の女性とつきあっている。
水越航一
演 - 稲垣吾郎
麻也子の前夫で大手金属メーカーの営業部課長。潔癖症で極度のマザコン。実は妻の麻也子の友人・久美とは不倫関係。離婚後は堂々と交際している。

#### 主要人物の家族
工藤早苗
演 - 名取裕子（第6話・最終話）
通彦の母。旧姓の田中で、ウエディングプランディング会社を経営している。
工藤雅之
演 - 堀内正美（第6話・最終話）
通彦の父。
遠山遥斗
演 - 嶺岸煌桜
玲子・茂の息子。
遠山茂
演 - 六角精児
玲子の夫で一級建築士。自宅のオフィスで仕事をしており、高収入。
野村
演 - 藤本悠希（第3話）
健吾の息子。
津久井哲史
演 - 光石研
通彦の父・雅之の友人。テレビ出演もしている津久井法律事務所の弁護士。秘書・麻也子にはパワハラまがいの態度で接する。
水越綾子
演 - 萬田久子
航一の母。子供ができないことで、麻也子とはそりが合わない。

#### その他（2016年版）
関口真希
演 - 藤本泉
津久井法律事務所の新入社員。
古川徹
演 - 奥村秀人
津久井法律事務所の司法修習生。
山岸亮介
演 - 多和田秀弥
玲子の不倫相手の一人。スポーツインストラクター。
南田典雄
演 - 松尾諭（第1話）
弁護士。麻也子のキープ君。
高木
演 - 佐藤まんごろう（第1話 - 第3話）
航一の部下。
尾崎
演 - 結城貴史（第3話・第4話）
玲子の不倫相手の一人。
スタイリスト
演 - 中林大樹（第5話）
玲子の不倫相手の一人。

#### スペシャルの登場人物
相馬宏人
演 - 山本裕典
農園家。久美のワインバーに野菜や果物を卸していたことがきっかけで麻也子と出会う。
神崎葵
演 - 南沢奈央
通彦が非常勤講師を務める音楽大学の学生。
夏希
演 - MEGUMI
麻也子の前に現れる謎の女。

#### スタッフ（2016年版）
- 原作 - 林真理子『不機嫌な果実』（文春文庫）
- 脚本 - 江頭美智留、小山正太、清水友佳子
- 音楽 - 沢田完
- 主題歌 - 斉藤和義「マディウォーター」[26]
- ゼネラルプロデューサー - 横地郁英[27]（テレビ朝日）
- プロデューサー - 川島誠史（テレビ朝日）、木曽貴美子（MMJ）
- 演出 - 樹下直美 他
- 製作 - テレビ朝日・MMJ

### 放送日程（2016年版）
| 話数                                                                         | 放送日        | サブタイトル                    | 脚本                | 演出     | 視聴率 |
| ---------------------------------------------------------------------------- | ------------- | ------------------------------- | ------------------- | -------- | ------ |
| 第1話                                                                        | 2016年4月29日 | 夫だけでは満たされない          | 江頭美智留          | 樹下直美 | 8.2%   |
| 第2話                                                                        | 2016年5月06日 | 箱根で禁断の一夜                | 江頭美智留          | 樹下直美 | 7.4%   |
| 第3話                                                                        | 2016年5月13日 | 五角関係の結末                  | 小山正太 江頭美智留 | 星野和成 | 7.7%   |
| 第4話                                                                        | 2016年5月20日 | 夫と姑のお仕置き                | 江頭美智留          | 小松隆志 | 7.2%   |
| 第5話                                                                        | 2016年5月27日 | 裏切りのバーベキュー            | 清水友佳子          | 樹下直美 | 6.5%   |
| 第6話                                                                        | 2016年6月03日 | 最終章 禁断の愛、衝撃の結末！   | 江頭美智留          | 星野和成 | 8.6%   |
| 最終話                                                                       | 2016年6月10日 | 新しい夫の秘密…禁断の愛、完結！ | 江頭美智留          | 樹下直美 | 8.3%   |
| 平均視聴率 7.7% （視聴率はビデオリサーチ調べ、関東地区・世帯・リアルタイム） |               |                                 |                     |          |        |

| 放送日                | タイトル                              | 脚本       | 演出     |
| --------------------- | ------------------------------------- | ---------- | -------- |
| 2017年1月6日・1月13日 | 不機嫌な果実スペシャル〜3年目の浮気〜 | 江頭美智留 | 小松隆志 |

| テレビ朝日 金曜ナイトドラマ                            | テレビ朝日 金曜ナイトドラマ              | テレビ朝日 金曜ナイトドラマ                            |
| 前番組                                                 | 番組名                                   | 次番組                                                 |
| ------------------------------------------------------ | ---------------------------------------- | ------------------------------------------------------ |
| スミカスミレ 45歳若返った女 （2016年2月5日 - 3月25日） | 不機嫌な果実 （2016年4月29日 - 6月10日） | グ・ラ・メ!〜総理の料理番〜 （2016年7月22日 - 9月9日） |

## 映画
1997年10月18日に公開された。配給は松竹。封切り前、映倫の審査で「全裸・全身の男女の性描写が扱われている」と判断され、松竹公開の邦画作品では初めて成人映画の指定を受けた。

### キャスト
- 水越麻也子 - 南果歩[3]
- 工藤通彦 - 鈴木一真
- 野村修 - 根津甚八
- 水越航一 - 美木良介
- オカベキリコ - 鷲尾いさ子
- 野原桃代 - 水島かおり
- 武藤れい子 - 余貴美子
- 水越しず子 - 吉行和子
- 柏木光枝 - 鰐淵晴子
- 柏木由香 - 松田千晴

### スタッフ
- 監督 - 成瀬活雄
- 脚本 - 筒井ともみ
- 原作 - 林真理子
- 製作 - 鍋島壽夫
- プロデューサー - 片岡公生
- 撮影 - 藤澤順一
- 美術 - 磯田典宏
- 装飾 - 尾関龍生
- 音楽プロデューサー - 植田清美
- 録音 - 松本修
- 音響効果 - 東洋音響
- 照明 - 金沢正夫
- 編集 - 宮島竜治
- スタイリスト - 宮本まさ江、松井律子
- 音楽編曲 - 荻野清子
- 助監督 - 羽石龍太郎
- スクリプター - 谷恵子
- スチール - 勝村勲
- 製作 - 松竹、東北新社クリエイツ